# Karl Gustav von Goßler

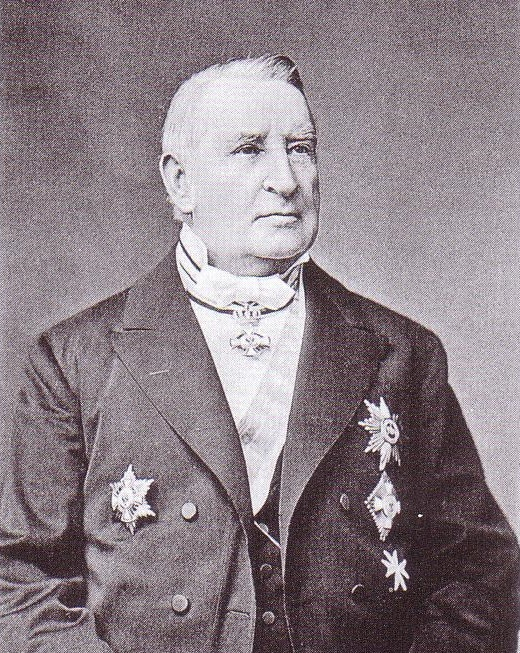
Karl Gustav von Goßler, ca. 1880

Karl Gustav von Goßler, auch Carl Gustav von Goßler und Karl Gustav von Gossler (* 26. Mai 1810 in Kassel; † 12. Mai 1885 in Königsberg i. Pr.) war ein deutscher Jurist, Kanzler des Königreichs Preußen und Oberlandesgerichtspräsident.

## Leben

### Herkunft und Familie
Karl Gustav von Goßler war ein Sohn des Generalstaatsanwalts und Wirklichen Geheimen Oberjustizrat Conrad Christian Goßler (1769–1842) und Anna Charlotte Cuny (1780–1810). Er entstammte der Familie Goßler und begründete die II. Linie der Adelsfamilie. Sein Bruder war u. a. der Staatsminister Albert von Goßler (I. Linie des Adelsgeschlechts), der Landrat Eugen von Goßler (III. Linie des Adelsgeschlechts) sein Stiefbruder und die Komponistin Clara von Goßler (1827–1864) seine Stiefschwester.
Karl Gustav von Goßler heiratete 1837 in Berlin Sophie von Mühler (1816–1877), die Tochter des preußischen Staats- und Justizministers Heinrich Gottlob von Mühler. Aus dieser Ehe stammten elf Kinder, davon sechs Söhne (zwei Söhne starben im Kleinkindalter):
- Gustav Konrad Heinrich von Goßler (1838–1902), preußischer Staats- und Kultusminister
- Heinrich Wilhelm Martin von Goßler (1841–1927), preußischer General der Infanterie, Staats- und Kriegsminister
- Konrad Ernst von Goßler (1848–1933), preußischer General der Infanterie und Gouverneur der Festung Mainz
- Albert Theodor Wilhelm von Goßler (1850–1928), preußischer Generalleutnant

Die Tochter Sophie von Goßler (1845–1879) heiratete den späteren Oberlandesgerichtspräsidenten und Kanzler im Königreich Preußen Karl Ludwig von Plehwe, Eine weitere Tochter Luise von Goßler (* 1852) war mit dem preußischen Generalmajor Alfred Brausewetter (1838–1914) verheiratet und Mutter der Schriftstellerin Frieda Magnus-Unzer. Die jüngste Tochter Auguste von Goßler (1858–1879) heiratete den preußischen Generalmajor Friedrich von Merckel († 1907), Sohn des preußischen Juristen Wilhelm von Merckel.

### Werdegang
Karl Gustav von Goßler studierte in Berlin, Heidelberg und Königsberg Jura. begann seine Berufslaufbahn 1832 als Kammergerichts-Referendar am Kammergericht Potsdam, wurde dort 1835 noch Kammergerichts-Assessor, wechselte aber im selben Jahr an das Oberlandesgericht Naumburg und wurde 1838 zum Land- und Stadtgerichts-Direktor als Kreisjustizrat an das Stadtgericht Weißenfels berufen. 1844 übernahm er dieselbe Position in Merseburg und 1846 in Potsdam. Dort wurde er 1849 Direktor am Kreisgericht Potsdam und lernte 1854 den damaligen Gerichtsassessor Theodor Storm kennen, welcher später mit seiner Stiefschwester Clara verkehrte. Auf Empfehlung seines Verwandten Wilhelm von Merckel hatte Karl Gustav von Goßler Theodor Storm angestellt, beruflich auch unterstützt und in seine Familie, z. B. durch Lesungen, eingebunden.
Ab 1854 war er durch seine „preußischen Landesämter“ auf Lebenszeit in das Preußische Herrenhaus berufen. 1855 wurde er Vizepräsident des Appellationsgerichts in Königsberg. 1864 wurde er Präsident des Appellationsgerichts in Insterburg und 1868 Obertribunalrat in Königsberg.
1869 wurde er Staatskanzler und Kronsyndikus Preußens. Zehn Jahre später (1879) kehrte er als Präsident des Oberlandesgerichts Königsberg in die Provinzialhauptstadt Ostpreußens zurück. Damit trug er den (Amts-)Titel „Kanzler des Königreichs Preußen“. In dieser Position leistete er einen entscheidenden Beitrag für die Vereinheitlichung der Rechtsordnung in Preußen.

## Auszeichnungen (Auswahl)
- Leopoldsorden
- Roter Adlerorden, II. Klasse
- 1869: Rechtsritter des Johanniterordens

## Biographie
- Wilhelm Schrader: Karl Gustav von Goßler, Kanzler des Königreichs Preußen, Gustav Hempel (Bernstein und Frank), Berlin 1886. Digitalisat. Reprint 2017. ISBN 978-3-7436-2533-4.
- Kurze Schilderung des Lebens und Wirkens der Kanzler von Wegnern und von Goßler, von Landrichter Sternberg hier. In: Zeitschrift der Altertumsgesellschaft Insterburg, Heft 2, Franz Roddewig (Eugen Herbst), Insterburg 1888, S. 1 ff. Digitalisat
- Rudolf Vierhaus: Deutsche Biographische Enzyklopädie, Görres - Hittorp, Walter de Gruyter, Berlin 2006, S. 59.